# Denis Parent
Denis Parent est un journaliste, réalisateur et écrivain français né à Cambrai le 28 novembre 1954.
D'abord journaliste spécialisé dans le cinéma (Première, Studio Magazine, CinéCinéma), c'est en tant que réalisateur que Denis Parent se fait connaître. Il est l'auteur de plusieurs courts métrages dont Va au diable, et d'un long, Rien que du bonheur, une comédie dont le rôle principal (un critique de cinéma) est joué par Bruno Solo.
Ancien étudiant en lettres, c'est aussi dans ce domaine qu'il exerce ses talents : scénariste de bande dessinée, auteur de nouvelles et de pièces de théâtre, Denis Parent publie son premier roman Perdu avenue Montaigne Vierge Marie en 2008.

## Filmographie
Long métrage
- 2002 : Rien que du bonheur

Courts métrages
- 1999 : Va au diable
- 1998 : L'Amour flou
- 1995 : Sweet Home